# Giải vô địch bóng đá U-17 thế giới 1993
Giải vô địch bóng đá U-17 thế giới 1993 là giải đấu lần thứ 5 của Giải vô địch bóng đá U-17 thế giới, được tổ chức tại các thành phố Tokyo, Hiroshima, Kyoto, Kobe, Nagoya, và Gifu tại Nhật Bản từ ngày 21 tháng 8 đến ngày 4 tháng 9 năm 1993. Các cầu thủ sinh sau ngày 1 tháng 8 năm 1976 đủ đièu kiện tham gia giải đấu.

## Địa điểm
| Tokyo                             | Hiroshima                          | Kobe                                   |
| --------------------------------- | ---------------------------------- | -------------------------------------- |
| Sân vận động quốc gia Tokyo       | Hiroshima Big Arch                 | Sân vận động Kobe Universiade Memorial |
| Sức chứa: 48,000                  | Sức chứa: 50,000                   | Sức chứa: 35,910                       |
|                                   |                                    |                                        |
| TokyoHiroshimaKobeGifuKyotoNagoya |                                    |                                        |
| Gifu                              | Kyoto                              | Nagoya                                 |
| Sân vận động Gifu Nagaragawa      | Sân vận động Nishikyogoku Athletic | Sân vận động Paloma Mizuho Rugby       |
| Sức chứa: 26,109                  | Sức chứa: 20,588                   | Sức chứa: 15,000                       |
|                                   |                                    |                                        |

## Các đội tuyển vượt qua vòng loại
| Liên đoàn                         | Giải đấu loại                                                      | Các đội tuyển vượt qua vòng loại |
| --------------------------------- | ------------------------------------------------------------------ | -------------------------------- |
| AFC (châu Á)                      | Chủ nhà                                                            | Nhật Bản                         |
| AFC (châu Á)                      | Giải vô địch bóng đá U-17 châu Á 1992                              | Trung Quốc · Qatar               |
| CAF (châu Phi)                    | Vòng loại Giải vô địch bóng đá U-17 thế giới 1993 khu vực châu Phi | Ghana · Nigeria · Tunisia        |
| CONCACAF (Bắc, Trung Mỹ & Caribe) | Giải vô địch bóng đá U-17 CONCACAF 1992                            | Canada · México · Hoa Kỳ         |
| CONMEBOL (Nam Mỹ)                 | Giải vô địch bóng đá U-17 Nam Mỹ 1993                              | Argentina · Chile · Colombia     |
| OFC (châu Đại Dương)              | Giải vô địch bóng đá U-17 châu Đại Dương 1993                      | Úc                               |
| UEFA (châu Âu)                    | Giải vô địch bóng đá U-16 châu Âu 1993                             | Ý · Ba Lan · Tiệp Khắc           |

## Đội hình
Danh sách đội hình, xem Danh sách cầu thủ tham dự giải vô địch bóng đá U-17 thế giới 1993.

## Trọng tài
| Châu Á - Shin-Ichiro Obata - Omar Al-Mohanna Châu Phi - Jean-Fidele Diramba - Alhagi Faye CONCACAF - Benito Archundia - Brian Hall | Nam Mỹ - Javier Castrilli - Salvador Imperatore - John Toro Rendón Châu Âu - Eric Blareau - Sandor Piller - José Pratas - Anders Frisk |

## Vòng bảng
Tất cả các trận đấu diễn ra theo Giờ tiêu chuẩn Nhật Bản (UTC+9)

### Bảng A
| VT | Đội      | ST | T | H | B | BT | BB | HS | Đ | Giành quyền tham dự |
| -- | -------- | -- | - | - | - | -- | -- | -- | - | ------------------- |
| 1  | Ghana    | 3  | 3 | 0 | 0 | 9  | 1  | +8 | 9 | Tứ kết              |
| 2  | Nhật Bản | 3  | 1 | 1 | 1 | 2  | 2  | 0  | 4 | Tứ kết              |
| 3  | México   | 3  | 1 | 0 | 2 | 4  | 7  | −3 | 3 |                     |
| 4  | Ý        | 3  | 0 | 1 | 2 | 1  | 6  | −5 | 1 |                     |

| Nhật Bản | 0–1        | Ghana     |
| -------- | ---------- | --------- |
|          | (Chi tiết) | Fameye 5' |

| Ý         | 1–2        | México                         |
| --------- | ---------- | ------------------------------ |
| Totti 57' | (Chi tiết) | Santa Cruz 38' · E. García 69' |

| Nhật Bản | 0–0        | Ý |
| -------- | ---------- | - |
|          | (Chi tiết) |   |

| Ghana                                    | 4–1        | México         |
| ---------------------------------------- | ---------- | -------------- |
| Dadzie 38', 62' · D. Addo 52' · Duah 77' | (Chi tiết) | Santa Cruz 56' |

| Nhật Bản                   | 2–1        | México       |
| -------------------------- | ---------- | ------------ |
| Funakoshi 6' · Matsuda 58' | (Chi tiết) | E. García 7' |

| Ghana                                            | 4–0        | Ý |
| ------------------------------------------------ | ---------- | - |
| Duah 22' · D. Addo 29' · Fameye 32' · Dadzie 71' | (Chi tiết) |   |

### Bảng B
| VT | Đội       | ST | T | H | B | BT | BB | HS  | Đ | Giành quyền tham dự |
| -- | --------- | -- | - | - | - | -- | -- | --- | - | ------------------- |
| 1  | Nigeria   | 3  | 3 | 0 | 0 | 14 | 0  | +14 | 9 | Tứ kết              |
| 2  | Úc        | 3  | 1 | 1 | 1 | 7  | 4  | +3  | 4 | Tứ kết              |
| 3  | Argentina | 3  | 1 | 1 | 1 | 7  | 6  | +1  | 4 |                     |
| 4  | Canada    | 3  | 0 | 0 | 3 | 0  | 18 | −18 | 0 |                     |

| Úc                          | 2–2        | Argentina                |
| --------------------------- | ---------- | ------------------------ |
| Naglieri 6' · Ristevski 27' | (Chi tiết) | Grande 34' · Biagini 57' |

| Canada | 0–8        | Nigeria                                                                     |
| ------ | ---------- | --------------------------------------------------------------------------- |
|        | (Chi tiết) | Kanu 1', 24', 65' (ph.đ.) · Anosike 36', 68' · Ibrahim 43', 77' · Odini 76' |

| Úc                                                 | 5–0        | Canada |
| -------------------------------------------------- | ---------- | ------ |
| Carter 5', 12' · Bilokavić 48', 55' · Bosevski 68' | (Chi tiết) |        |

| Argentina | 0–4        | Nigeria                                 |
| --------- | ---------- | --------------------------------------- |
|           | (Chi tiết) | Oruma 60', 79' · Anosike 62' · Kanu 66' |

| Úc | 0–2        | Nigeria              |
| -- | ---------- | -------------------- |
|    | (Chi tiết) | Kanu 51' · Oruma 68' |

| Argentina                                                             | 5–0        | Canada |
| --------------------------------------------------------------------- | ---------- | ------ |
| Vilariño 13' · Domínguez 24' · Grande 33' · Biagini 61' · Cantoro 70' | (Chi tiết) |        |

### Bảng C
| VT | Đội       | ST | T | H | B | BT | BB | HS | Đ | Giành quyền tham dự |
| -- | --------- | -- | - | - | - | -- | -- | -- | - | ------------------- |
| 1  | Tiệp Khắc | 3  | 2 | 1 | 0 | 7  | 3  | +4 | 7 | Tứ kết              |
| 2  | Hoa Kỳ    | 3  | 1 | 1 | 1 | 8  | 5  | +3 | 4 | Tứ kết              |
| 3  | Colombia  | 3  | 1 | 0 | 2 | 3  | 6  | −3 | 3 |                     |
| 4  | Qatar     | 3  | 1 | 0 | 2 | 3  | 7  | −4 | 3 |                     |

| Colombia | 0–2        | Qatar              |
| -------- | ---------- | ------------------ |
|          | (Chi tiết) | Al-Otaibi 10', 66' |

| Hoa Kỳ                   | 2–2        | Tiệp Khắc              |
| ------------------------ | ---------- | ---------------------- |
| Venditti 12' · Armas 52' | (Chi tiết) | Sionko 37' · Ruman 42' |

| Colombia                   | 2–1        | Hoa Kỳ    |
| -------------------------- | ---------- | --------- |
| Ciciliano 24' · Madrid 87' | (Chi tiết) | Cooks 86' |

| Qatar | 0–2        | Tiệp Khắc                     |
| ----- | ---------- | ----------------------------- |
|       | (Chi tiết) | Spanik 8' (ph.đ.) · Ruman 78' |

| Colombia      | 1–3        | Tiệp Khắc                           |
| ------------- | ---------- | ----------------------------------- |
| Ciciliano 66' | (Chi tiết) | Vápeník 28' · Rada 56' · Novota 77' |

| Qatar        | 1–5        | Hoa Kỳ                                         |
| ------------ | ---------- | ---------------------------------------------- |
| Al-Enazi 55' | (Chi tiết) | Venditti 13' · Moore 14' · Cooks 47', 53', 72' |

### Bảng D
| VT | Đội        | ST | T | H | B | BT | BB | HS | Đ | Giành quyền tham dự |
| -- | ---------- | -- | - | - | - | -- | -- | -- | - | ------------------- |
| 1  | Ba Lan     | 3  | 2 | 1 | 0 | 8  | 4  | +4 | 7 | Tứ kết              |
| 2  | Chile      | 3  | 1 | 2 | 0 | 7  | 5  | +2 | 5 | Tứ kết              |
| 3  | Tunisia    | 3  | 1 | 0 | 2 | 2  | 5  | −3 | 3 |                     |
| 4  | Trung Quốc | 3  | 0 | 1 | 2 | 2  | 5  | −3 | 1 |                     |

| Chile                    | 2–2        | Trung Quốc       |
| ------------------------ | ---------- | ---------------- |
| Neira 62' · Rozental 67' | (Chi tiết) | Yu 18' · Yao 60' |

| Tunisia    | 1–3        | Ba Lan                                            |
| ---------- | ---------- | ------------------------------------------------- |
| Arouri 54' | (Chi tiết) | Kosztowniak 26' · Terlecki 57' · Wyczalkowski 79' |

| Chile                | 2–0        | Tunisia |
| -------------------- | ---------- | ------- |
| Tapia 4' · Neira 48' | (Chi tiết) |         |

| Trung Quốc | 0–2        | Ba Lan                            |
| ---------- | ---------- | --------------------------------- |
|            | (Chi tiết) | Kosztowniak 48' · Andruszczak 78' |

| Chile                                         | 3–3        | Ba Lan                             |
| --------------------------------------------- | ---------- | ---------------------------------- |
| Osorio 38' · Rozental 61' (ph.đ.) · Neira 67' | (Chi tiết) | Orliński 14', 34' · Wichniarek 43' |

| Trung Quốc | 0–1        | Tunisia    |
| ---------- | ---------- | ---------- |
|            | (Chi tiết) | Arouri 23' |

## Vòng đấu loại trực tiếp
|  | Tứ kết                 | Tứ kết                |                   |       | Bán kết       | Bán kết       |  |  | Chung kết | Chung kết |
|  |                        |                       |                   |       |               |               |  |  |           |           |
|  | 29 tháng 8 – Kyoto     |                       |                   |       |               |               |  |  |           |           |
|  |                        |                       |                   |       |               |               |  |  |           |           |
|  | Chile                  | 4                     |                   |       |               |               |  |  |           |           |
|  | Chile                  | 4                     | 1 tháng 9 – Tokyo |       |               |               |  |  |           |           |
|  | Tiệp Khắc              | 1                     |                   |       |               |               |  |  |           |           |
|  | Tiệp Khắc              | 1                     | Ghana             | 3     |               |               |  |  |           |           |
|  | 29 tháng 8 – Kobe      |                       | Ghana             | 3     |               |               |  |  |           |           |
|  |                        | Chile                 | 0                 |       |               |               |  |  |           |           |
|  | Ghana                  | Chile                 | 0                 | 1     |               |               |  |  |           |           |
|  | Ghana                  |                       | 4 tháng 9 – Tokyo | 1     |               |               |  |  |           |           |
|  | Úc                     | 0                     |                   |       |               |               |  |  |           |           |
|  | Úc                     | 0                     | Nigeria           | 2     |               |               |  |  |           |           |
|  | 29 tháng 8 – Gifu      |                       | Nigeria           | 2     |               |               |  |  |           |           |
|  |                        | Ghana                 | 1                 |       |               |               |  |  |           |           |
|  | Nigeria                | Ghana                 | 1                 | 2     |               |               |  |  |           |           |
|  | Nigeria                | 1 tháng 9 – Hiroshima |                   | 2     |               |               |  |  |           |           |
|  | Nhật Bản               | 1                     |                   |       |               |               |  |  |           |           |
|  | Nhật Bản               | 1                     | Nigeria           | 2     |               |               |  |  |           |           |
|  | 29 tháng 8 – Hiroshima |                       | Nigeria           | 2     |               |               |  |  |           |           |
|  |                        | Ba Lan                | 1                 |       | Tranh hạng ba | Tranh hạng ba |  |  |           |           |
|  | Ba Lan                 | Ba Lan                | 1                 | 3     | Tranh hạng ba | Tranh hạng ba |  |  |           |           |
|  | Ba Lan                 |                       | 4 tháng 9 – Tokyo | 3     |               |               |  |  |           |           |
|  | Hoa Kỳ                 | 0                     |                   |       |               |               |  |  |           |           |
|  | Hoa Kỳ                 | 0                     | Chile             | 1 (4) |               |               |  |  |           |           |
|  |                        |                       |                   |       |               |               |  |  |           |           |
|  | Ba Lan                 | 1 (2)                 |                   |       |               |               |  |  |           |           |
|  | Ba Lan                 | 1 (2)                 |                   |       |               |               |  |  |           |           |

### Tứ kết
| Ghana       | 1–0 (s.h.p.) | Úc |
| ----------- | ------------ | -- |
| D. Addo 92' | (Chi tiết)   |    |

| Nigeria              | 2–1        | Nhật Bản   |
| -------------------- | ---------- | ---------- |
| Oruma 1' · Odini 40' | (Chi tiết) | Nakata 56' |

| Tiệp Khắc | 1–4        | Chile                                             |
| --------- | ---------- | ------------------------------------------------- |
| Ruman 40' | (Chi tiết) | Rozental 11' (ph.đ.) · Tapia 31' · Neira 65', 66' |

| Ba Lan                                       | 3–0        | Hoa Kỳ |
| -------------------------------------------- | ---------- | ------ |
| Terlecki 39' · Kosztowniak 59' · Magiera 80' | (Chi tiết) |        |

### Bán kết
| Ghana                             | 3–0        | Chile |
| --------------------------------- | ---------- | ----- |
| Fameye 29' · Armah 48' · Duah 80' | (Chi tiết) |       |

| Nigeria                 | 2–1        | Ba Lan         |
| ----------------------- | ---------- | -------------- |
| Oruma 52' · Anosike 57' | (Chi tiết) | Szymkowiak 79' |

### Tranh hạng ba
| Chile                | 1–1 (s.h.p.) (4–2 pen.) | Ba Lan          |
| -------------------- | ----------------------- | --------------- |
| Rozental 77' (ph.đ.) | (Chi tiết)              | Poli 26' (l.n.) |

### Chung kết
| Ghana      | 1–2        | Nigeria                |
| ---------- | ---------- | ---------------------- |
| Fameye 80' | (Chi tiết) | Oruma 3' · Anosike 75' |

## Vô địch
| Giải vô địch bóng đá U-17 thế giới 1993 |
| --------------------------------------- |
| · Nigeria · Lần thứ 2                   |

## Cầu thủ ghi bàn
Wilson Oruma của Nigeria đã giành giải thưởng Chiếc giày vàng khi ghi được 6 bàn thắng. Tổng cộng có 107 bàn thắng được ghi bởi 56 cầu thủ khác nhau, trong đó chỉ có một bàn được ghi là phản lưới nhà.
6 bàn
- Wilson Oruma

5 bàn
- Manuel Neira
- Nwankwo Kanu
- Peter Anosike

4 bàn
- Sebastián Rozental
- Joseph Fameye
- Judah Cooks

3 bàn
- Petr Ruman
- Daniel Addo
- Emmanuel Duah
- Essuman Dadzie
- Tomasz Kosztowniak

2 bàn
- Andrés Grande
- Leonardo Biagini
- Jonathon Carter
- Paul Bilokapić
- Héctor Tapia
- Ricardo Ciciliano
- Edgar García
- Edgar Santa Cruz
- Festus Odini
- Ibrahim
- Maciej Terlecki
- Piotr Orliński
- Hassan Al-Otaibi
- Fayzal Arouri
- Pierre Venditti

1 bàn
- Federico Domínguez
- Mauro Cantoro
- Rodrigo Vilariño
- David Ristevski
- Nick Bosevski
- Sebastian Naglieri
- Alejandro Osorio
- Yao Xia
- Yu Genwei
- Juan Madrid
- Libor Sionko
- Miroslav Rada
- Miroslav Vápeník
- Richard Spanik
- Zoltán Novota
- Daniel Armah
- Francesco Totti
- Hidetoshi Nakata
- Naoki Matsuda
- Yuzo Funakoshi
- Artur Andruszczak
- Artur Wichniarek
- Artur Wyczalkowski
- Jacek Magiera
- Mirosław Szymkowiak
- Mohamed Al-Enazi
- Jason Moore
- Steve Armas

Bàn phản lưới nhà
- Dante Poli (trong trận gặp Ba Lan)

## Bảng xếp hạng giải đấu
| VT                  | Đội        | ST | T | H | B | BT | BT | BB  | Đ  |
| ------------------- | ---------- | -- | - | - | - | -- | -- | --- | -- |
| 1                   | Nigeria    | 6  | 6 | 0 | 0 | 20 | 3  | +17 | 12 |
| 2                   | Ghana      | 6  | 5 | 0 | 1 | 14 | 3  | +11 | 10 |
| 3                   | Chile      | 6  | 2 | 3 | 1 | 12 | 10 | +2  | 7  |
| 4                   | Ba Lan     | 6  | 3 | 2 | 1 | 13 | 7  | +6  | 8  |
| Bị loại ở tứ kết    |            |    |   |   |   |    |    |     |    |
| 5                   | Tiệp Khắc  | 4  | 2 | 1 | 1 | 8  | 7  | +1  | 5  |
| 6                   | Úc         | 4  | 1 | 1 | 2 | 7  | 5  | +2  | 3  |
| 7                   | Hoa Kỳ     | 4  | 1 | 1 | 2 | 8  | 8  | 0   | 3  |
| 8                   | Nhật Bản   | 4  | 1 | 1 | 2 | 3  | 4  | −1  | 3  |
| Bị loại ở vòng bảng |            |    |   |   |   |    |    |     |    |
| 9                   | Argentina  | 3  | 1 | 1 | 1 | 7  | 6  | +1  | 3  |
| 10                  | México     | 3  | 1 | 0 | 2 | 4  | 7  | −3  | 2  |
| 11                  | Colombia   | 3  | 1 | 0 | 2 | 3  | 6  | −3  | 2  |
| 12                  | Tunisia    | 3  | 1 | 0 | 2 | 2  | 5  | −3  | 2  |
| 13                  | Qatar      | 3  | 1 | 0 | 2 | 3  | 7  | −4  | 2  |
| 14                  | Trung Quốc | 3  | 0 | 1 | 2 | 2  | 5  | −3  | 1  |
| 15                  | Ý          | 3  | 0 | 1 | 2 | 1  | 6  | −5  | 1  |
| 16                  | Canada     | 3  | 0 | 0 | 3 | 0  | 18 | −18 | 0  |